# Gerhard Dornbusch
Gerhard Dornbusch, född 12 maj 1910 i Wittenberg, Tyskland, död 3 juni 1976, var en svensk dirigent, tonsättare, arrangör och musikpedagog.

## Biografi
Dornbusch avlade studentexamen 1928 och musikdirektörsexamen 1933 vid musikhögskolan i Berlin (Staatliche Akademie für Kirchen- und Schulmusik). Han kom efter andra världskriget till Sverige där han verkade som musiklärare vid folkskoleseminariet i Lund 1948–1949, i Växjö 1950–51, Samrealskolan i Åseda 1948–51, gymnasiet i Finspång 1952–1962. Han var kommunal musikledare i Finspång 1952–1961 och lärare vid folkskoleseminariet i Linköping från 1962.
Gerhard Dornbusch studerade i Berlin för Fritz Jöde. Jöde var senare en av förgrundsgestalterna inom den svenska allsångsrörelsen. Jöde drevs av ett patos och menade att musik och sång är verktyg som kan användas för att förena människor av olika nationaliteter och kan överbrygga motsättningar människor emellan. Dornbusch och många andra av hans studiekamrater tog till sig budskapet och lovade varandra att verka i Pro Musica-anda – för musiken.
Gerhard Dornbusch bildade Rikskören Pro Musica 1954 och kören Pro Musica i Linköping 1962, som han båda ledde fram till sin död. Han har publicerat kompositioner och arrangemang, framför allt för kör, samt musikpedagogiskt material.

## Verk
- Mässa för kör, oboe och stråkar (1953)
- Ramsa från Värmland för blandad kör (1956)
- Morgenstern Cyklus för blandad kör (1967)